# بلومفیلد شمالی (ویسکانسین)
بلومفیلد شمالی (به انگلیسی: North Bloomfield) یک منطقهٔ مسکونی در ایالات متحده آمریکا است که در شهرستان والورس، ویسکانسین واقع شده‌است. بلومفیلد شمالی ۲۶۲٫۱۳ متر بالاتر از سطح دریا واقع شده‌است.